# نیکون دی۵۰۰۰
نیکون دی۵۰۰۰ (به انگلیسی: Nikon D5000) یک دوربین عکاسی تک‌لنزی بازتابی ساخت شرکت نیکون است.